# Хермелинда
Хермелинда (Эрмелинда; лат. Hermelinda, др.-англ. Eormelinda; VII век) — королева лангобардов (около 690—700) по браку с Кунипертом.

## Биография
Единственный нарративный источник о Хермелинде — «История лангобардов» Павла Диакона.
Согласно этому источнику, Хермелинда была англосаксонкой, ставшей женой короля лангобардов Куниперта. В труде Павла Диакона нет данных, когда состоялось бракосочетание. Однако о нём сообщается сразу же после известия о восшествии Куниперта на престол Лангобардского королевства в 688 году. Это позволяет датировать брак Куниперта и Хермелинды приблизительно 690 годом. Хермелинда — единственная известная женщина из Британии, ставшая супругой короля лангобардов. Вероятно, этот брак стал возможен благодаря активным связям англосаксонских монархов того времени с папством и правителями лангобардов. В пользу такой возможности свидетельствуют данные о паломничестве во второй половине VII века нескольких знатных британцев в Рим, а также существование в лангобардской столице Павии англосаксонской общины. После ономастических исследований имени Хермелинды было сделано предположение, что она могла быть близкой родственницей короля Кента Эгберта I, возможно даже дочерью. Также предполагается, что Хермелинда могла быть дочерью короля Уэссекса Кэдваллы, прибывшей в Рим вместе с отцом в 689 году. Вероятно, что брак Куниперта и Хермелинды был династическим.
По свидетельству Павла Диакона, во время купания Хермелинда увидела Теодоту, знатную «римлянку» необычайной красоты, и рассказала о ней Куниперту. Тот же сначала не подал виду, а затем во время одной из охот в окрестностях Павии тайно покинул супругу, возвратился во дворец и провёл ночь с приведённой к нему Теодотой. На следующее утро король возвратился к супруге, а Теодота была отправлена в монастырь, получивший её имя.
Современные историки по-разному относятся к этому повествованию Павла Диакона. Одни считают его малодостоверным и возможно основанным на какой-то легенде. Другие предполагают, что в основе рассказа лежали действительно происходившие события. Предполагается, что Теодота могла быть, как и сообщал Павел Диакон, только однодневной наложницей Куниперта, или могла быть конкубиной, от связи с которой король должен был отказаться под влиянием королевы и знати. Возможно, Теодота была или римлянкой, или византийкой, приехавшей в Павию из Равенны.
Также исследователи отмечают, что в повествовании Павла Диакона о Теодоте содержатся данные о наличии в Павии общественных бань и следовании лангобардской знати традиционному для римлян и византийцев образу жизни.
Единственным сыном Куниперта и Хермелинды был Лиутперт, после смерти отца в 700 году унаследовавший престол Лангобардского королевства. О том, была ли жива к тому времени Хермелинда, неизвестно. Предполагается, что после смерти мужа она, в отличие от некоторых своих предшественниц, не стала брать регентство при своём ещё несовершеннолетнем сыне, а ушла в монастырь.